# Acid Red 44
Acid Red 44 (auch Ponceau 6R, Crystal scarlet, zu deutsch ‚Kristallscharlachrot‘) ist ein roter Azofarbstoff aus der Gruppe der Säurefarbstoffe.

## Eigenschaften
Acid Red 44 ist wasserlöslich und in geringerem Umfang auch in Ethanol löslich. Es wird, meist als Natriumsalz, in der Histologie zur Färbung von Fibrin im Zuge der MSB-Trichrom-Färbung (zusammen mit Martinsgelb und Methylblau) eingesetzt. Alternativ wird in der Trichrom-Färbung Amaranth verwendet. Weiterhin wird es in der Kosmetik verwendet.